# Angry Birds Toons
Az Angry Birds Toons 2013-tól 2016-ig futott finn televíziós 2D-s számítógépes animációs  sorozat, az Angry Birds című videójáték-franchise alapján. A sorozatnak 2013. március 16-án volt a premierje. Magyarországon 2013. december 1-jétől megszűnéséig a Megamax adta, az első évad pár részét kiadták DVD-n is.

## Angry Birds animációk
A Nickelodeon 2011. december 17-én mutatta be az Angry Birds: Roncs a csarnok című karácsonyi Angry Birds kisfilmet. 2012 márciusában pedig az Angry Birds Space című kisfilmet, a hasonló című Angry Birds Space játék előzményét.

## A sorozat
A Rovio 2013-ban bejelentette, hogy az Angry Birds videójáték alapján elkezd egy televíziós sorozatot gyártani. Azt tervezték, hogy 52 rövid (kb. 3 perces) epizódot készítenek. A sorozatot a finn Kombo stúdió gyártotta, amelyet a Rovio 2011 júniusában megvásárolt.

## Szereplők
- Piros, a piros madár – Piros (Red) őrzi legtöbbet a tojásokat, és bármit megtesz értük.  Elég agresszív típus, bár csak a malacokat veri.
- Kotyogás, a sárga madár – Kotyogás eléggé öntelt figura, szereti ha csodálják, bálványozzák. Emellett karatézni is tud.
- Bomba, a fekete madár – Bomba a madarak "legkirobbanóbb" madara. Szeret a három kék madárral lógni, és ez sok részben meg is mutatkozik. Durva kinézete ellenére nagyon kedves. Képes felrobbanni.
- Matilda, a fehér madár – Matilda a legkedvesebb madár. Szereti a kertészkedést, és a békét, de azért ő sem riad vissza a malacok elverésétől.
- Jay, Jake és Jim, a három kék madár – Jay, Jake és Jim (the blues) nagyon játékosak és csenevészek, akár a gyerekek. Imádnak játszani, bár sokszor bajba kerülnek emiatt.
- Terence, a nagy piros madár – Terence az egyik legtitokzatosabb madár. Sosem beszél, csak morog, és senki se látja amikor helyet változtat. Van egy unokatestvére, Tony aki Finnországban él, és ugyanolyan mint terence, csak fehér.
- Bubi, a narancssárga madár – Képes felfújódni majd leereszteni. Bubi csak Hal-o-ween témájú részekben szerepel, mert imádja a cukrot.
- Malacok – A malacok malacváros lakói. A legtöbb részben megpróbálják ellopni a tojást, de a madarak elverik őket. Minden részben más csellel lopják el a tojásokat, mint a hipnózis, a klasszikus figyelem elterelő csel és még sok más.
- Malackirály – Ő a malacok hisztis, követelőző, önző, gyerekes királya, aki szereti ha a malacok néhanapján elhozzák neki a tojásokat, de még mielőtt megehetné, a madarak betörtnek toronyszerű, fából és bőrből összetákolt kastélyába és elviszik a tojásokat. Kastélya rendszerint összedől, miután a madarak elmennek.
- Tizedes malac – Ő a malachadsereg vezére, aki egy szürke katonai sisakot hord egy rárögzített kártyával. Parancsolgató természetű.
- Bajszos malac – Rendszerint ellopja malacprofesszor találmányait, hogy lenyűgözze a királyt, de sosem jön össze neki.
- Séf malac – Ő Malackirály séfje. Egyik vágya, hogy leválthassa Malackirályt. Kevés részben tűnik fel.
- Malacprofesszor – Ő a legokosabb malac. Megrögzött feltaláló, Ő az egyetlen malac, akit nem érdekelnek a tojások.

## Nemzetközi sugárzás
Az alábbi csatornák mellett a sorozat epizódjai elérhetőek az összes Angry Birds játékon.
| Ország                    | Adó                    | Premier            |
| ------------------------- | ---------------------- | ------------------ |
| Kanada                    | Teletoon               | 2013. március 16.  |
| Chile                     | Canal 13               | TBA                |
| India                     | Cartoon Network        | TBA                |
| Norvégia                  | TV2                    | TBA                |
| Magyarország              | Megamax                | 2013. december 31. |
| Ukrajna                   | 1+1                    | 2013. március 17.  |
| Indonézia                 | antv, Global TV        | 2013. március 16.  |
| Brazília                  | Gloob                  | TBA                |
| Ausztrália                | FOX8                   | TBA                |
| Németország               | Super RTL              | TBA                |
| Franciaország             | Gulli, Canal J         | TBA                |
| Finnország                | MTV3, MTV3 Juniori     | TBA                |
| Egyesült Királyság        | Channel 4              | TBA                |
| Izrael                    | Arutz HaYeladim        | TBA                |
| Oroszország               | Karusel, CTC           | TBA                |
| Amerikai Egyesült Államok | Xfinity                | TBA                |
| Dél-Korea                 | JEI TV, JEI English TV | TBA                |
| Fülöp-szigetek            | GMA Network            | 2013. július 27.   |
| Spanyolország             | Neox                   | 2013. június 29.   |
| Szíria                    | Spacetoon              | 2016. január 10.   |
| Görögország               | Starland               | TBA                |

## Fordítás
Ez a szócikk részben vagy egészben  az   Angry Birds (TV series) című angol Wikipédia-szócikk fordításán alapul.  Az eredeti cikk szerkesztőit annak laptörténete sorolja fel. Ez a jelzés csupán a megfogalmazás eredetét és a szerzői jogokat jelzi, nem szolgál a cikkben szereplő információk forrásmegjelöléseként.